# Pierwotne kwasy żółciowe
Pierwotne kwasy żółciowe – kwasy żółciowe produkowane bezpośrednio w wątrobie.
Do pierwotnych kwasów żółciowych, które wytwarzane są do żółci wątrobowej należą kwas cholowy, chenodeoksycholowy, trihydroksylowy i dihydroksylowy. Są one wytwarzane na drodze obojętnej i kwaśnej, a intensywność ich biosyntezy kontrolują różne enzymy z grupy hydroksylaz. Następnie są sprzęgane z aminokwasami lub cukrami i wydalane do żółci. Pierwotne kwasy żółciowe biorą następnie udział w procesie trawienia i w procesie krążenia jelitowo-wątrobowego są wchłaniane w jelicie krętym i kierowane do wątroby. Straty w procesie zwrotnego wchłaniania sięgają 2%, a ubytki ilości kwasów żółciowych są odtwarzane w syntezie w wątrobie z cholesterolu.